# Hang Seng

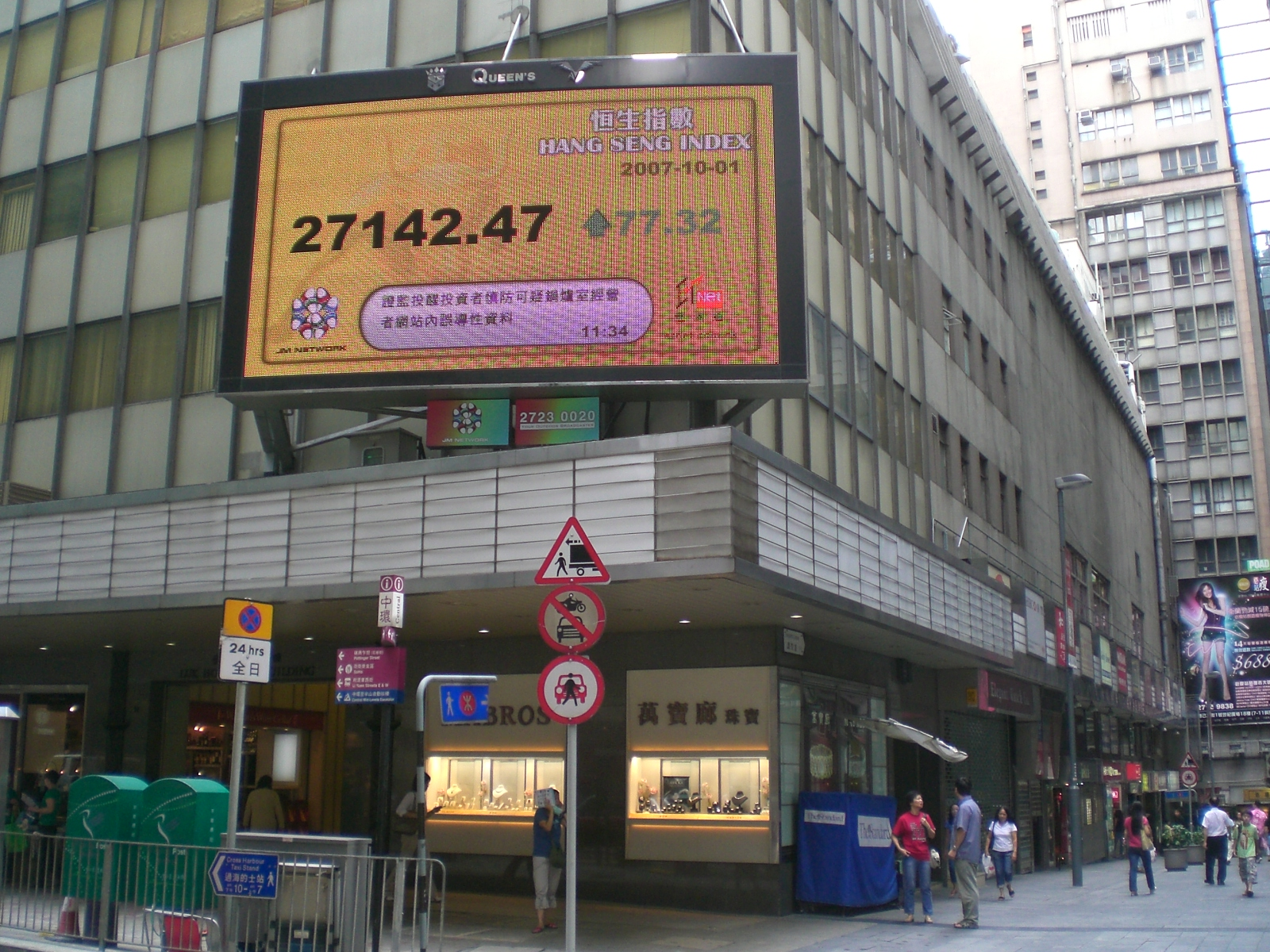
Bord op Queen's Road Central

De Hang Seng Index (HSI) geeft de ontwikkeling weer van de aandelenmarkt van Hongkong. De index werd eind 1969 opgezet door Hang Seng Services, een volle dochteronderneming van de Hang Seng Bank. 

## Samenstelling
De index omvat 50 van de grootste en meest liquide aandelen van de beurs van Hong Kong. Bedrijven die minstens twee jaar aan de criteria voldoen komen voor opname in de index in aanmerking.
Het gewicht van de aandelen in de index was gelimiteerd tot 15% tot september 2014. Na een overgangsperiode van een jaar zal vanaf september 2015 een limiet gelden van 10%. De gewichten worden bepaald aan de hand van de free float marktkapitalisatie.
Alle aandelen op de Hongkong beurs genoteerd komen in aanmerking voor de index, inclusief H-aandelen en Red Chips. Per jaareinde 2019 was het gewicht van de H-aandelen een kwart en de Red Chips maakten iets meer dan 10% uit van de index. 
In de index zijn banken en verzekeraars zwaar vertegenwoordigd. In december 2019 hadden de financiële waarden een gezamenlijk gewicht van bijna 50% met HSBC als de grootste bank in de index met een gewicht van 9,8%. De grootste Red Chip is China Mobile met een gewicht van 4,3% per december 2019.

## Koersontwikkeling
De beginstand is in 1964 bepaald op 100 punten. Dat is dus een aantal jaar voor de publicatie van de index. Het dieptepunt was in augustus 1967 met een stand van 58,61 punten. De 10.000 puntengrens is op 6 december 1993 doorbroken. De 20.000 puntengrens werd op 29 december 2006 voor het eerst bereikt. Op 18 oktober 2007 doorbrak het vervolgens de grens van 30.000 punten.
| Jaar | Eindstand | Verandering in punten | Verandering in % |
| ---- | --------- | --------------------- | ---------------- |
| 1965 | 82,14     |                       |                  |
| 1970 | 211,64    |                       |                  |
| 1975 | 350,00    |                       |                  |
| 1980 | 1.473,59  |                       |                  |
| 1985 | 1.752,45  |                       |                  |
| 1990 | 3.024,55  |                       |                  |
| 1995 | 10.073,39 |                       |                  |
| 2000 | 15.095,53 |                       |                  |
| 2001 | 11.397,21 | −3.698,32             | −24,50           |
| 2002 | 9.321,29  | −2.075,92             | −18,21           |
| 2003 | 12.575,94 | 3.254,65              | 34,92            |
| 2004 | 14.230,14 | 1.654,20              | 13,15            |
| 2005 | 14.876,43 | 646,29                | 4,54             |
| 2006 | 19.964,72 | 5.088,29              | 34,20            |
| 2007 | 27.812,65 | 7.847,93              | 39,31            |
| 2008 | 14.387,48 | −13.425,17            | −48,27           |
| 2009 | 21.872,50 | 7.485,02              | 52,02            |
| 2010 | 23.035,45 | 1.162,95              | 5,32             |
| 2011 | 18.434,39 | −4.601,06             | −19,97           |
| 2012 | 22.656,92 | 4.222,53              | 22,91            |
| 2013 | 23.306,39 | 649,47                | 2,87             |
| 2014 | 23.605,04 | 298,65                | 1,28             |
| 2015 | 21.914,40 | −1.690,64             | −7,16            |
| 2016 | 22.000,56 | 86,16                 | 0,39             |
| 2017 | 29.919,15 | 7.918,59              | 35,99            |
| 2018 | 25.845,70 | −4.073,45             | −13,61           |
| 2019 | 28.189,75 | 2.344,05              | 9,07             |
| 2020 | 27.231,13 | −958,62               | −3,40            |
| 2021 | 23.397,67 | −3.833,46             | −14,08           |
| 2022 | 19.781,41 | −3.616,26             | −15,46           |
| 2023 | 17.047,39 | −2.734,02             | −13,82           |